# Postelichus confluentus
Postelichus confluentus is een keversoort uit de familie ruighaarkevers (Dryopidae). De wetenschappelijke naam van de soort werd in 1935 gepubliceerd door Howard Everest Hinton.